# Dmitrij Mihajlovič Požarski
Dmitrij Mihajlovič Požarski (rusko: Дми́трий Миха́йлович Пожа́рский, IPA: [ˈdmʲitrʲɪj mʲɪˈxajləvʲɪtɕ pɐˈʐarskʲɪj}/]), ruski plemič in vojaški častnik, * 1. november 1577, Klin, Moskovska gubernija, † 30. april 1642, Moskva, Rusko carstvo.
Bil je ruski knez, znan po svojem vojaškem vodenju v poljsko-ruski vojni med letoma 1611 in 1612. Požarski je s Kuzmo Mininom oblikoval drugo prostovoljsko armado v Nižnem Novgorodu proti poljsko-litovski zasedbi Rusije med obdobjem težav, kar je vodilo v rusko zmago v bitki za Moskvo leta 1612 in poljskemu umiku. Požarski je prejel edinstven naziv Rešitelj očetnjave od Mihaela I. Ruskega in je postal ljudski junak v ruski kulturi ter je bil počaščen s spomenikom njemu in Mininu na moskovskem Rdečem trgu.
Leta 1605 je izbruhnila rusko-poljska vojna. Leta 1609 je knez Požarski pomagal Vasiliju IV. pri obrambi Moskve. Avgusta 1812 je med bitko za Moskvo knez Požarski uspešno prodrl v Moskvo.
Plemiška družina Požarskih je izumrla leta 1672.
Dan, ko sta Požarski in Minin osvobodila Moskvo, je od leta 2005 državni praznik. 